# Mizusawa
Mizusawa (水沢市; -shi) é uma cidade japonesa localizada na província de Iwate.
Em 2003, a cidade tinha uma população estimada em 60,979 habitantes e uma densidade populacional de 629,17 h/km². Tem uma área total de 96,92 km².
Recebeu o estatuto de cidade a 1 de Abril de 1954.

## Fusão
Em 20 de fevereiro de 2006, a cidade de Mizusawa foi anexada com a cidade de Esashi e mais as municipalidades de Maesawa, Isawa e Koromogawa do distrito de Isawa para dar lugar à nova cidade de Oshu.